# NGC 4081
NGC 4081 (również PGC 38212 lub UGC 7062) – galaktyka spiralna (Sa), znajdująca się w gwiazdozbiorze Wielkiej Niedźwiedzicy. Odkrył ją Lewis A. Swift 18 czerwca 1884 roku.